# Догалское сражение
Дога́лское сраже́ние (каз. Доғал шайқасы) также Дога́л-Урпе́кская би́тва (каз. Доғал-Үрпек шайқасы) — последнее сражение тургайских повстанцев против войск Российской империи в период среднеазиатского восстания.

## Ход сражения
Сражение происходило 22-23 февраля 1917 года между урочищем Догал и поселением Урпек. Основные силы повстанцев находились на берегах рек Жалдама и Тургай близ местечка Батпаккара, в 150 км от города Тургая. Другая группа была сосредоточена на берегу реки Жыланшык, в 140 км от города Тургая, третья группа ополченцев — в 80 км от города. Таким образом, ополчением была охвачена территория от города Перовска (Кызылорда) до города Акмолы, общей площадью 150 квадратных километров. Для подавления сопротивления был направлен из состава экспедиции под командованием генерала-лейтенанта В. Г. Лаврентьева 13-й Оренбургский казачий полк под командованием полковника В. Н. Тургенева, который получил приказ уничтожить повстанцев, которые расположились в низовьях pек Тургай — Жыланшык. В составе казачьего полка было 6 конных сотен, взвод конной батареи, взвод пешей батареи (всего 4 орудия) и 6 пулемётов.
Полковник В. Н. Тургенев во главе 13-го Оренбургского казачьего полка и приданных технических пулеметов) двигался на северо-восток от Тургая к озеру Кул-Куль. Несмотря на глубокий снег, отряд шел по рекам Тургай и Джиланчик и 18-19 февраля 1917 г. дал бой мятежникам Иманова. 18 февраля бой произошел также у аула № 6 Каракугинской волости. 21 февраля -  в урочище Кумкешу Каратурейской волости. В одном из боев был убит казак 3-й сотни 13-го Оренбургского казачьего полка. После этого станичники пошли на сарбазов в рукопашную. Казахи не выдержали и обратились в бегство, преследуемые четырьмя сотнями казаков. В ходе преследования казаки изрубили до 400 казахов. Наконец, 22-24 февраля произошел последний бой в районе Дугал-Урпек. Уже 25 февраля правительственные войска отступили в Тургай.